# Aquaculture du tilapia
L’aquaculture du tilapia, appelée aussi élevage du tilapia ou tilapiculture, a permis la production, en 2020, de plus de six millions de tonnes de tilapias. Par la masse totale produite, c'est le second poisson en importance après la carpe,. À cause de leur contenu protéinique élevé, leur croissance rapide (de 6 à 7 mois pour atteindre une masse commerciale), leur grande taille à maturité et leurs propriétés gustatives, les efforts en aquaculture portent sur différents genres de la famille des Tilapiinae, nommément Oreochromis, Sarotherodon et Tilapia.
La pêche du tilapia a commencé en Afrique. L'introduction accidentelle, puis délibérée, de ce poisson dans les lacs d'eau douce asiatiques a inspiré l'aquaculture en milieu extérieur dans différents pays tropicaux, dont le Honduras, la Papouasie-Nouvelle-Guinée, les Philippines et l'Indonésie.
Les Tilapia font partie des poissons les plus faciles et les plus profitables à élever en milieu clos à cause de leur diète omnivore, de leur mode de reproduction (l'alevin ne passe pas par une phase planctonique), de leur grande tolérance à une haute densité de population et de leur croissance rapide. Dans certaines régions, l'élevage du poisson peut commencer dans les champs de riz au moment des repiquages.Quand le riz est prêt à être cueilli, le poisson a atteint une taille où il peut être consommé (de 12 à 15 cm). Ce système de production, appelé rizipisciculture consiste à produire dans la même unité de temps, de lieu et d'action deux types d'aliments pour l'homme le riz et le poisson.  Né et répandu en Asie (surtout en Chine avec 1,5 million d'hectares exploités en rizipisciculture sur les 25 millions d'hectares de rizières), il nécessite pour sa mise en œuvre des aménagements physiques de la rizière (canaux, diguettes surélevées) et une gestion spécifique de l'eau, de la fertilisation, du calendrier et du choix des espèces piscicoles. Moyennant ces pratiques, la rizipisciculture permet une productivité de riz supérieure de 15 % et un rendement moyen en poissons de 500 kilogrammes par hectare de rizipisciculture.  Au contraire du saumon, qui atteint une taille commercialement viable grâce à une diète riche en protéines issue de poissons ou de viandes, les Tilapiinae peuvent croître en consommant une diète riche en légumes ou céréales.
Les tilapias élevés dans des réservoirs clos ou des canaux auraient peu d'impacts environnementaux puisque leurs rejets et leurs maladies se limitent aux lieux où ils sont élevés. En revanche, les Tilapiinae sont réputés être des espèces envahissantes dans plusieurs parties subtropicales ou tropicales de la planète.